# Peix (aliment)

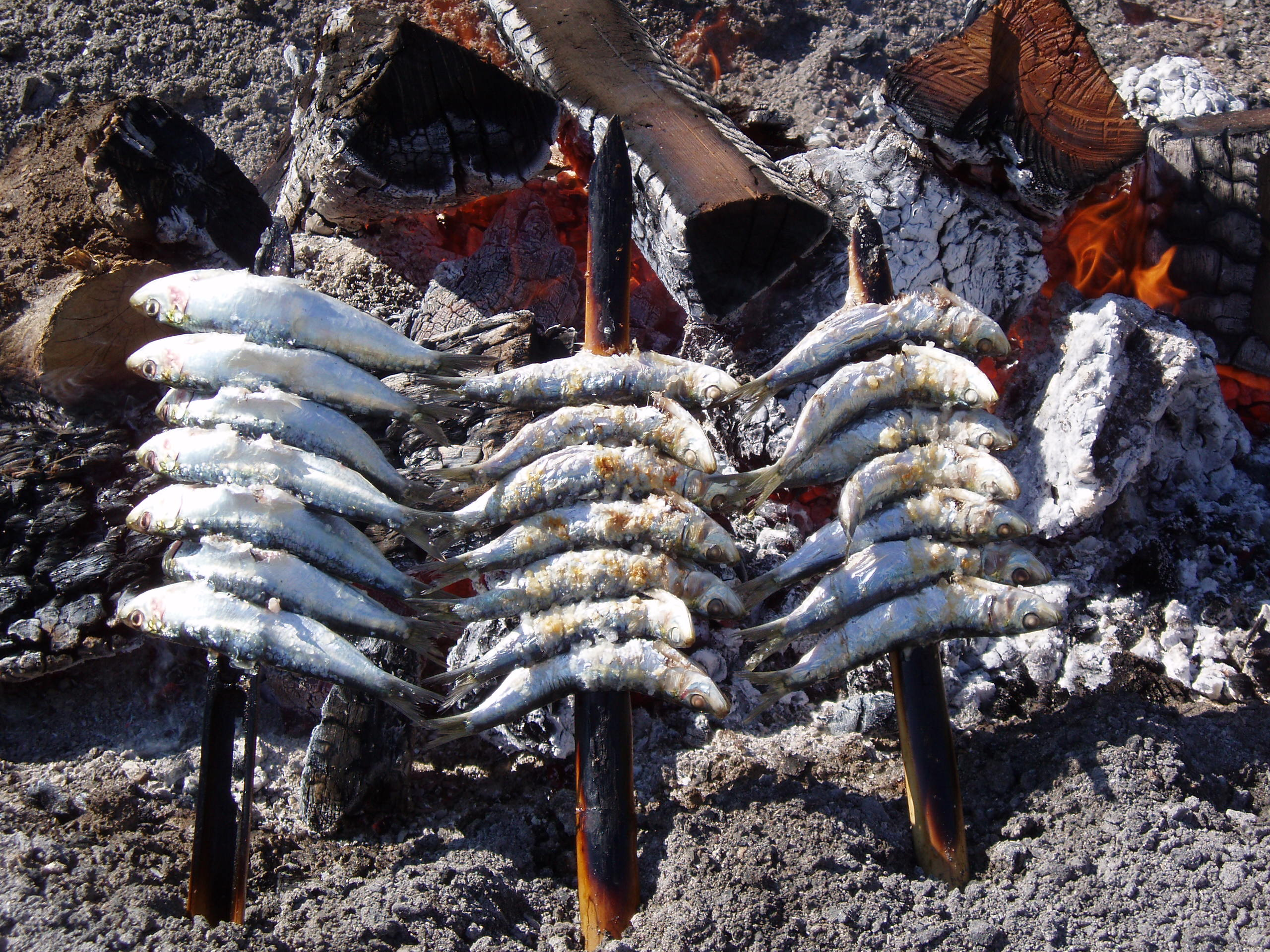
Sardines a la brasa.

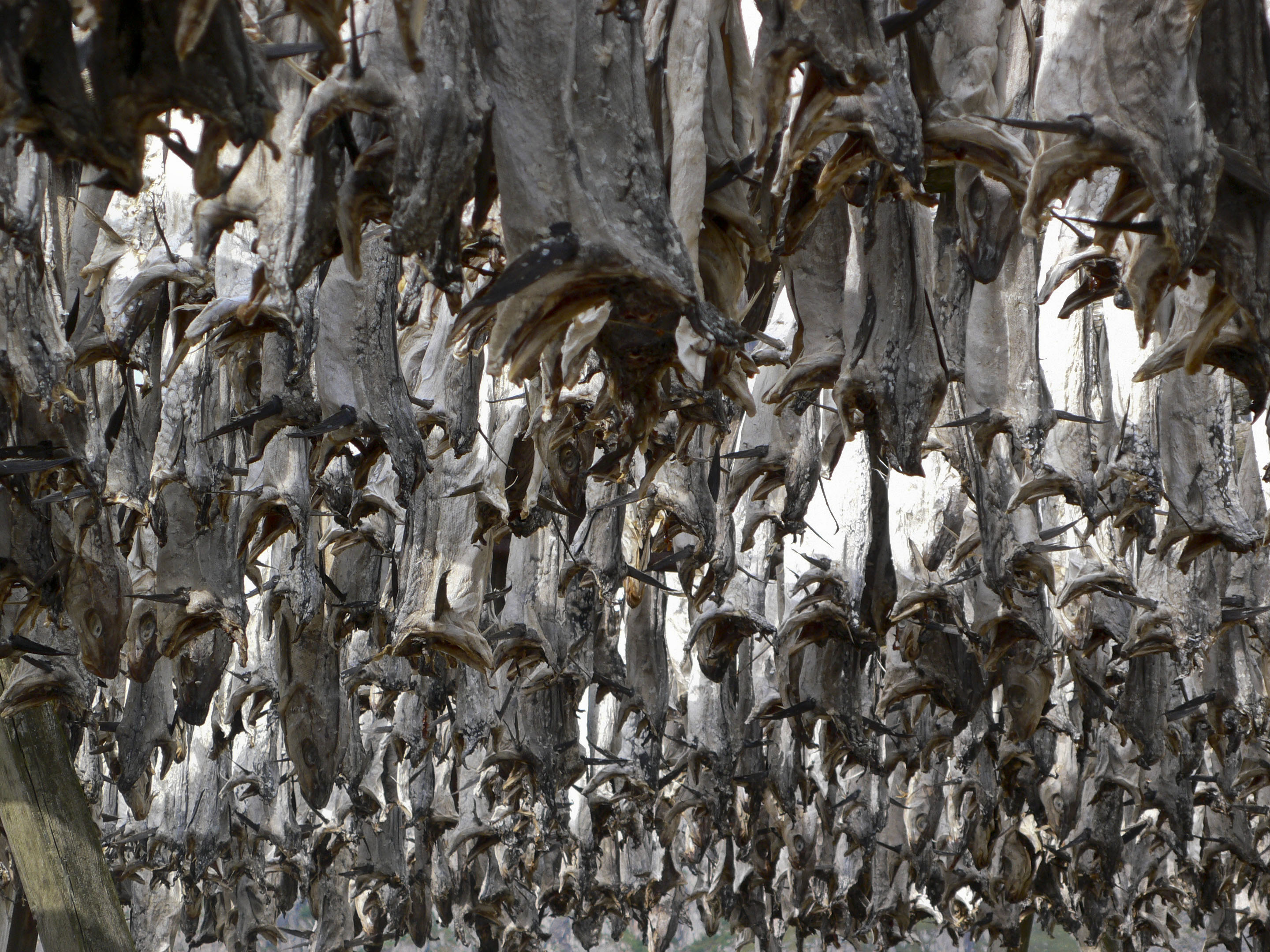
Peces de bacallà penjades i assecant-se a l'aire pel sistema tradicional.

El peix és un aliment tradicional en moltes regions de la terra. En les zones costaneres, o prop dels rius i llacs de captura, es consumia fresc. En àrees relativament remotes el consum havia de recórrer al peix sec o salat. Actualment, en la majoria de ciutats d'alt nivell econòmic, és possible comprar peix fresc provinent de qualsevol part del món.
Des del punt de vista de la comercialització, el marisc es pot agregar al peix pel fet que la majoria de peixateries venen ambdós productes conjuntament.

## Classificacions
Hi ha moltes classificacions possibles. Algunes són, gairebé, obligatòries.
Aigua dolça-aigua salada
Aquesta classificació es basa en la qualitat de les aigües de captura. Hi ha peixos que migren al mar i són pescats en aigua dolça, quan han completat el seu creixement i tornen al riu per a reproduir-se.
Peixos blancs i peixos blaus
La classificació entre peix blanc  i peix blau segueix una convenció ben establerta.
Estat ===
Pel que fa al seu estat de comercialització el peix pot ser fresc, congelat, salat, assecat, en conserva, liofilitzat...
Naturalesa
Considerant la procedència, el peix pot ser natural o de piscifactoria.

## Nutrició i salut
El peix es considera una font nutricional excel·lent. El seu contingut en proteïnes és prou alt (d'un 15 a un 23%). Els greixos dels peixos són insaturats, amb els avantatges implícits sobre el sistema circulatori. Els àcids grassos Omega-3, presents en el peix blau, ajuden a regular els nivells de colesterol. El contingut d'hidrats de carboni en el peix és molt baix. Els peixos aporten nombrosos minerals, principalment fòsfor, en benefici del cervell (segons opinions acceptades). El peix blau és ric en vitamines A i D, B12.
Menjar peix cru pot provocar anisakiosi, per culpa del paràsit Anisakis.
En aigües contaminades els peixos i mariscs poden ser portadors de productes nocius. Menjar animals contaminats, especialment els que són al cim de la piràmide alimentària (que tenen tendència a acumular més productes tòxics), pot ser dolent per a la salut.
El takifugu, més conegut pel seu nom japonès de fugu, és un peix molt estimat que cal menjar amb moltes precaucions.

## Peixos comercials a Catalunya

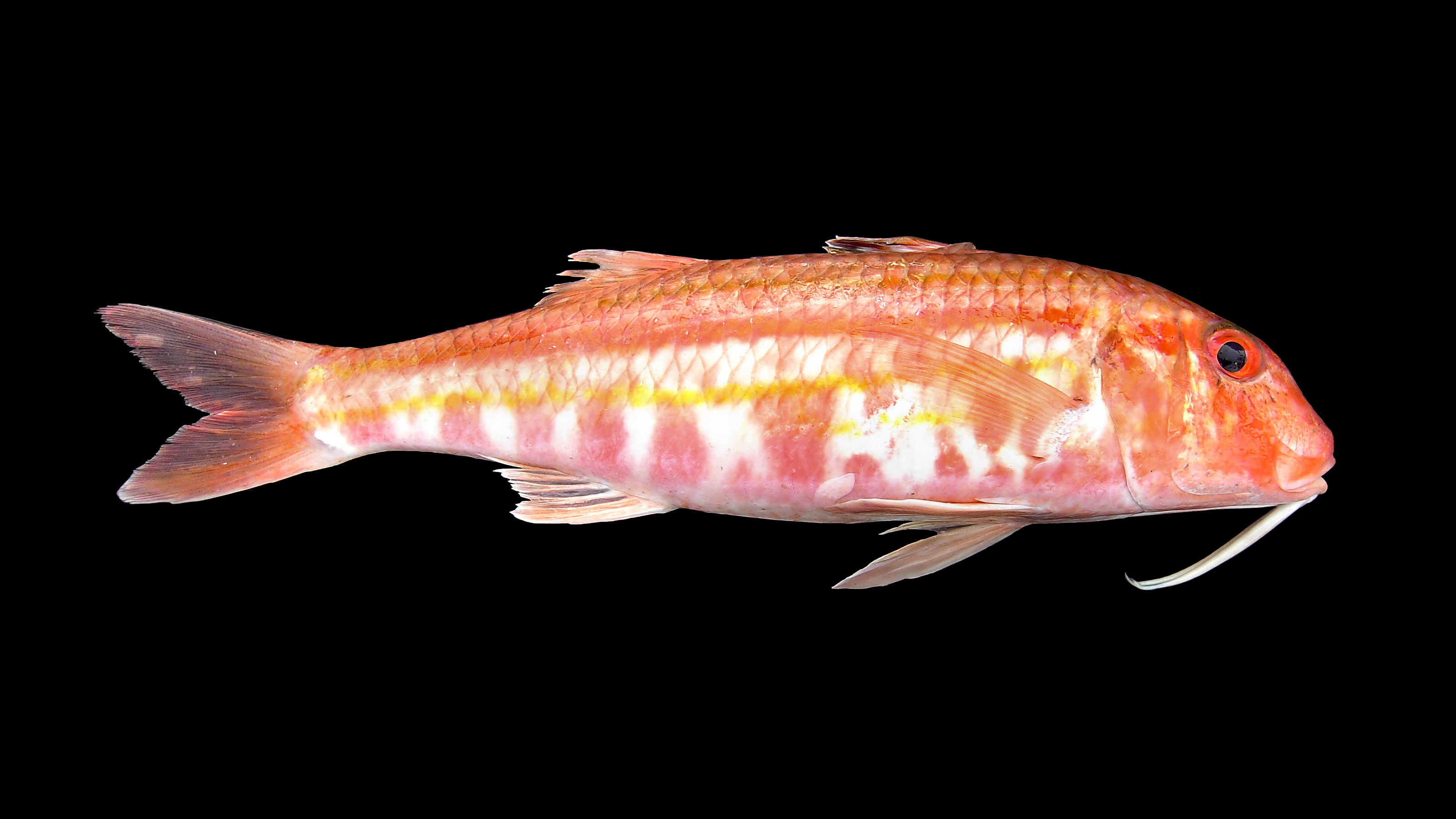
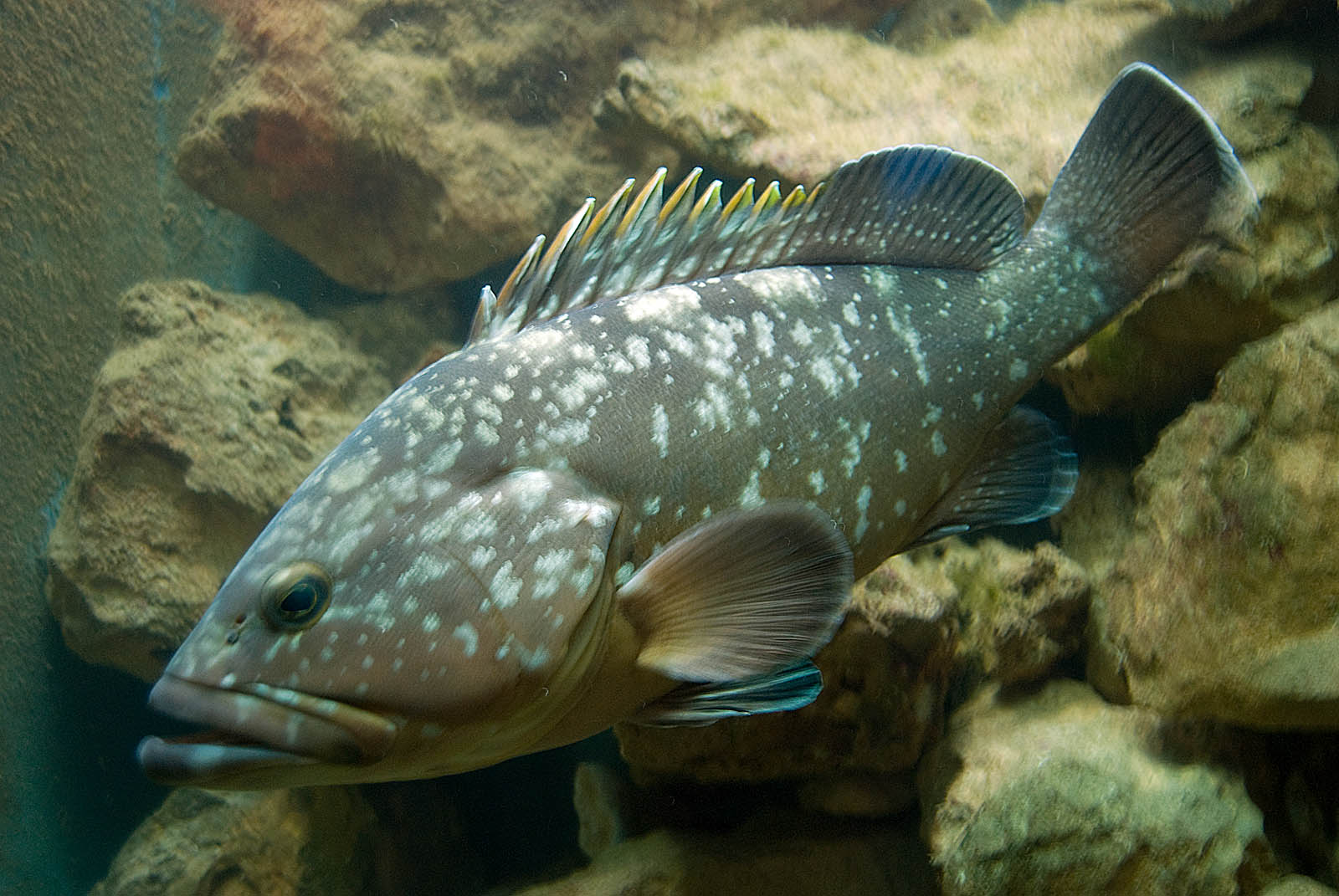
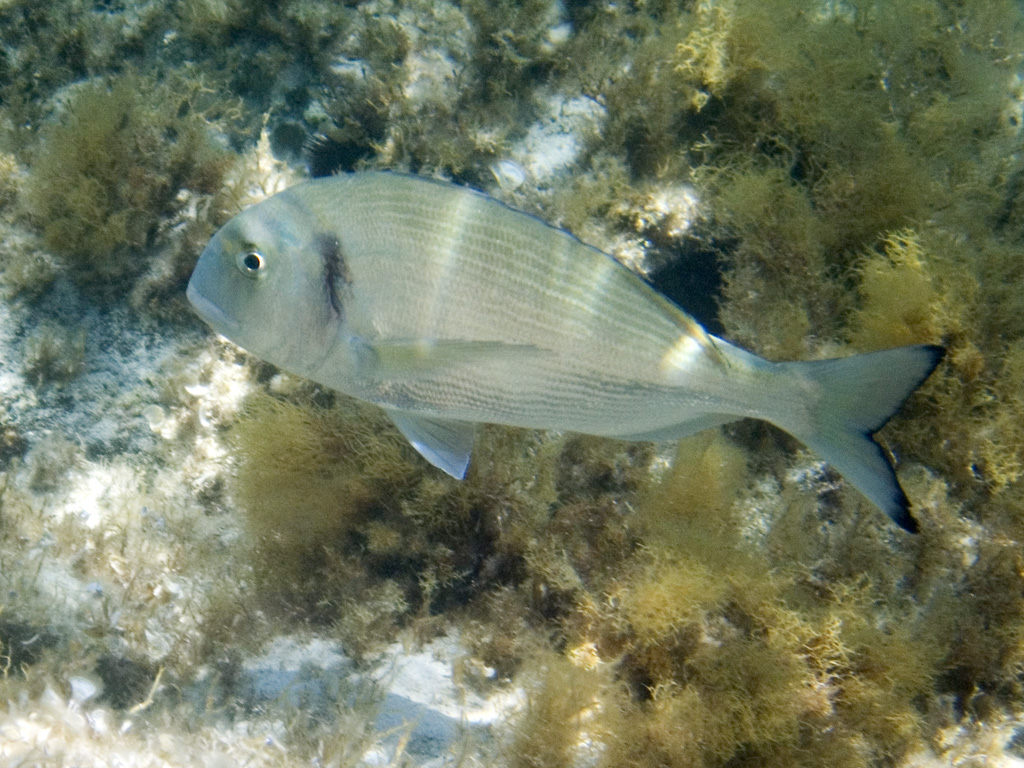
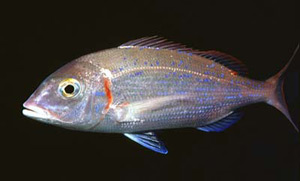

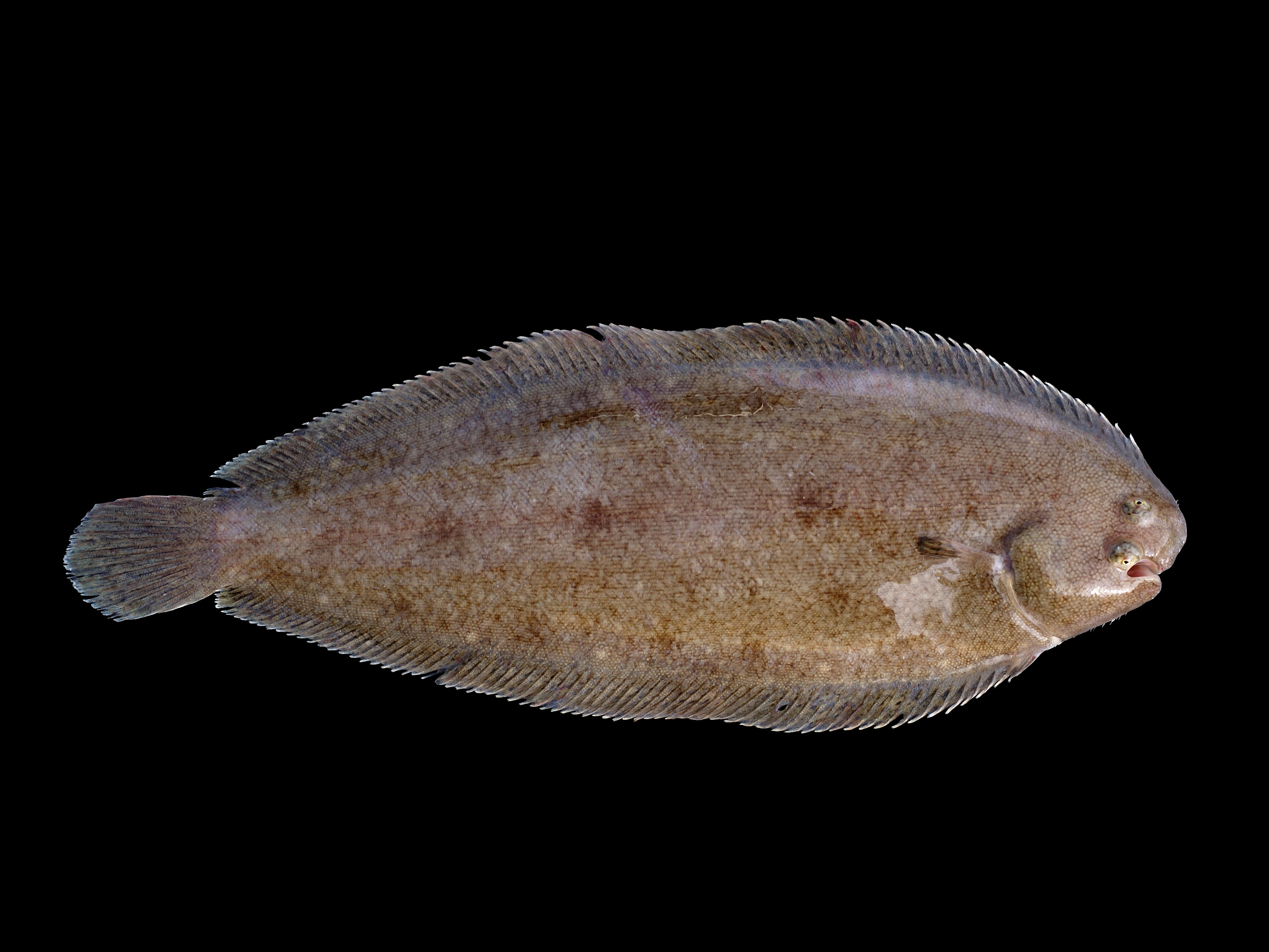
Palaia
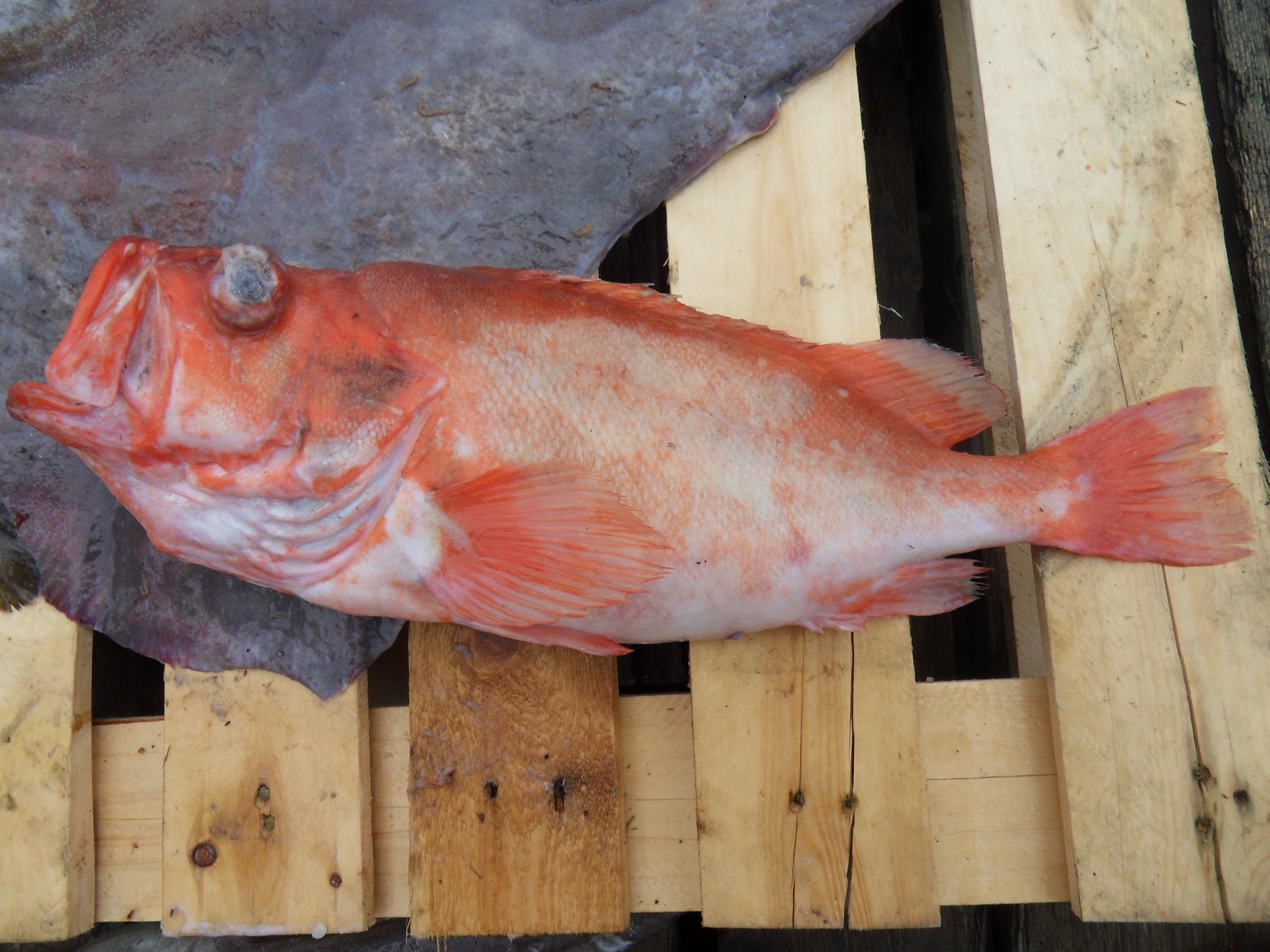
Penegal
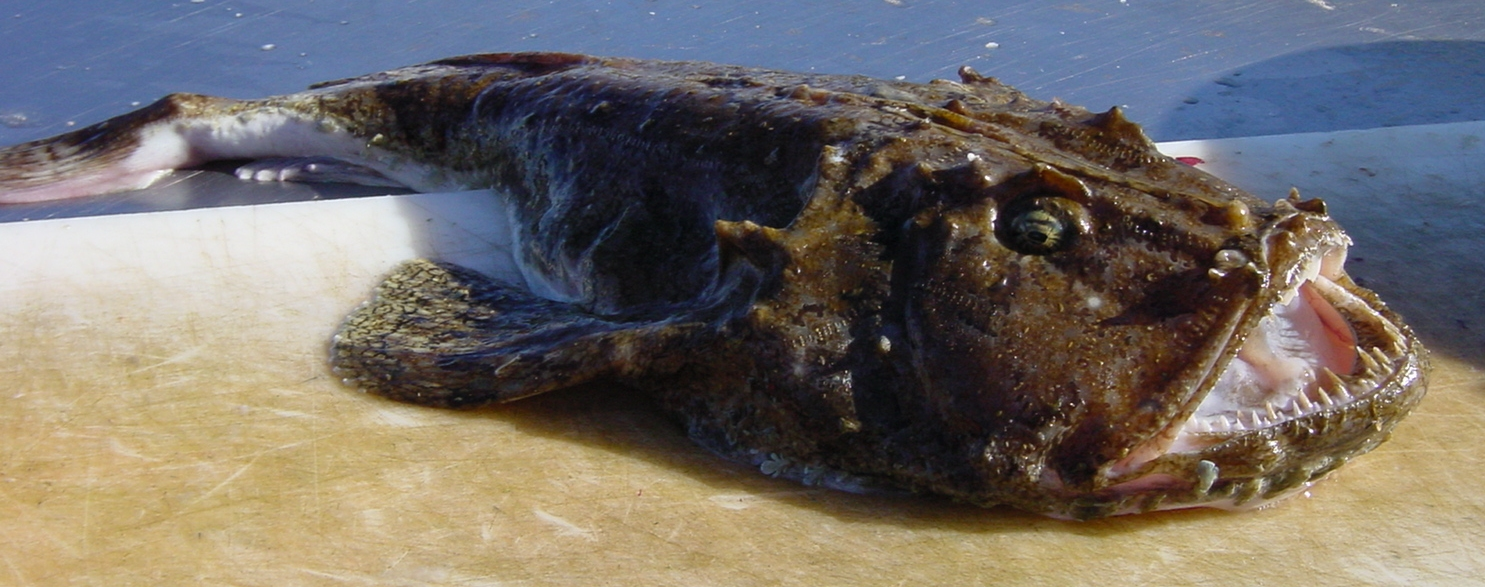
Rap
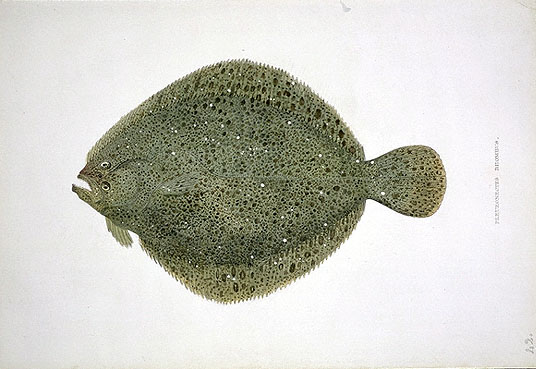
Rèmol

Espècies autòctones de mar
- Anguila.
- Bonítol
- Bròtola o mòllera de fang
- Cap-roig
- Círvia
- Congre
- Déntol
- Emperador
- Gall (peix)
- Llenguado
- Llobarro
- Lluç
- Lluerna
- Mabre
- Maire
- Moll roquer
- Nero
- Orada
- Pagell

- Llenguado
- Serrà imperial o serrà penegal
- Rap
- Rèmol empetxinat

- Palaia
- Penegal
- Rap
- Rèmol

- Sardina
- Sarg
- Seitó
- Tonyina
- Turbot
- Verat

### Espècies autòctones d'aigua dolça
- Anguila
- Truita de riu (Salmo trutta)

### Espècies importades freqüents
- Bacallà
- Tilapia

## Gastronomia

### Cocció

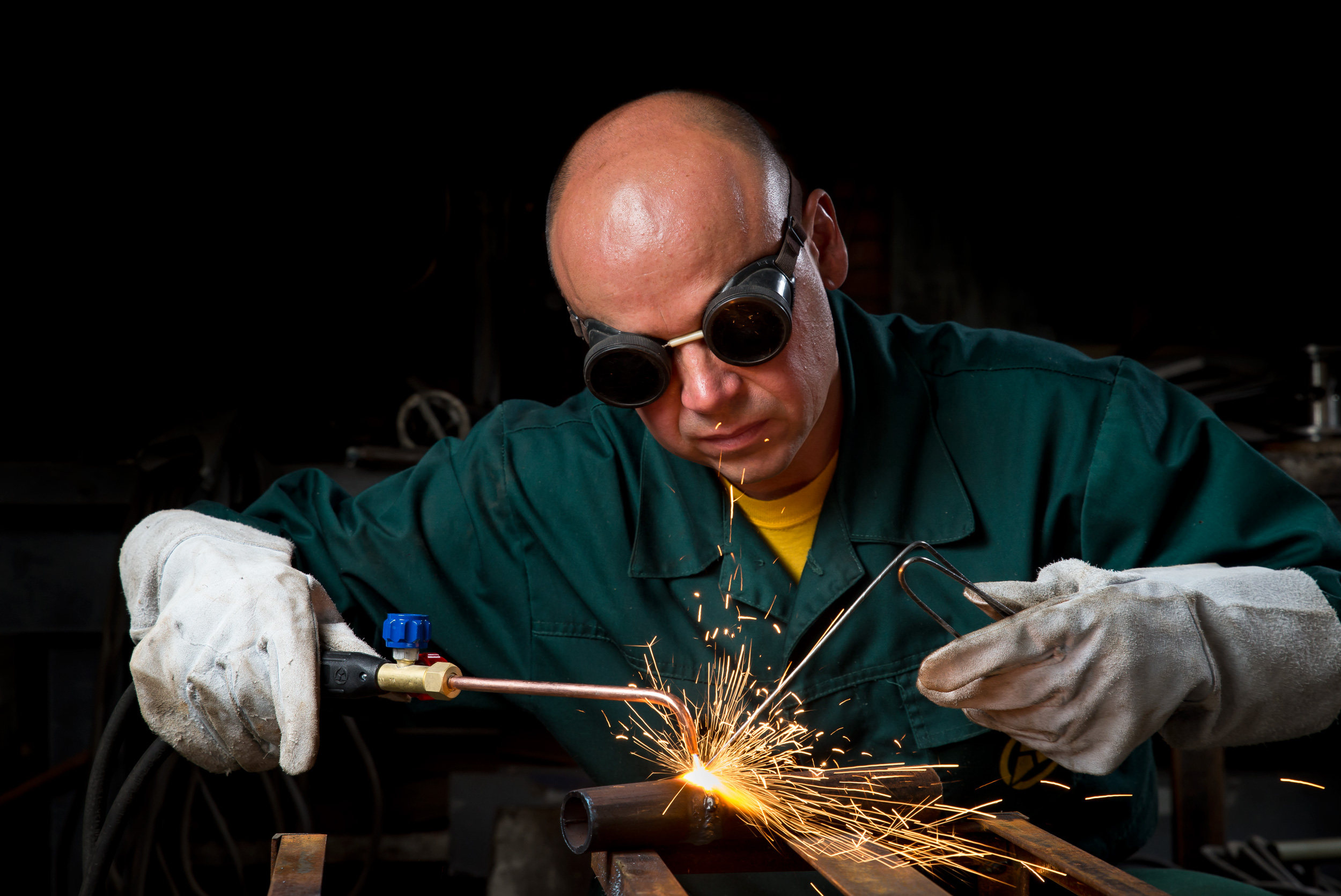
Soldant amb un bufador d'oxiacetilè.

El peix, fresc o tractat (salat, assecat, fumat), es pot menjar cru. Si es cou, es pot fer a la brasa, a la graella, fregit, a la planxa, bullit, al vapor, guisat, al forn, a l'estil polinesi (en un forn enterrat), dins d'una capa de fang. Tot i així, les metacercàries d'alguns trematodes com per exemple Clonorchis sinensis, poden sobreviure al salat, assecat o fumat.
- Un exemple de cocció al vapor d'un turbó el va explicar el gastrònom Jean Anthelme Brillat-Savarin.[3]
- En la pel·lícula L'esperit de St. Louis, els futurs fabricants de l'avió de Charles Lindbergh reben el futur heroi mentre estan torrant uns peixos a la planxa amb un bufador.

### Receptes tradicionals
Les receptes a base de peix i marisc són molt nombroses.
- Bacallà a la llauna.[4]
- Orada a la sal.[5]
- Escudella de congre.[6]
- All i pebre

### Curiositats
En molts relats de viatges i diaris de bord de vaixells s'esmenten els anomenats peixos voladors, considerats una autèntica delícia per alguns (Orenol, Exocoetus volitans).

## Documents
La documentació sobre els peixos i la pesca és molt abundant. La selecció i presentació d'algunes referències concretes permet analitzar alguns detalls interessants o accedir a dades poc divulgades.
A continuació s'ofereix una llista ordenada cronològicament de documents variats sobre el tema.
- c 180 aC. Marc Porci Cató Censorí es lamentava dels excessos en la despesa posant per exemple el preu d'un peix: “...un peix més car que un bou...”.[9]
- 37 aC. Marc Terenci Varró, en la seva obra De Re Rustica Libri III, parlava del desig exagerat pels peixos d'alguns dels seus contemporanis.[10] D'un amic seu, Hortensi (que tenia cinc piscines de cria i engreix de peixos) escrigué:

| « | ... Celerius voluntate Hortensii ex equili educeres rhedarias, ut tibi haberes, mulas, quam e piscina barbatum mullum... | » |
| — L'Hortensi s'estimaria més que li prenguessis de l'estable les mules del carro que un rogeret barbat de la bassa de cria.... , Marc Terenci Varró, De Re Rustica Libri III. | |   |

- c 30 dC. En l'Evangeli segons Lluc s'esmenta una pesca excepcional: “... Quan acabà de parlar, digué a Simó: -Tira llac endins i caleu les xarxes per pescar. Simó li respongué: -Mestre, ens hi hem escarrassat tota la nit i no hem agafat res; però, ja que tu ho dius, calaré les xarxes. Ho feren així, i van arreplegar tant i tant de peix que les xarxes se'ls esquinçaven...”.[11]
  - En un altre passatge: "... Ells li donaren un tros de peix a la brasa; el prengué i se’l menjà davant d'ells..."[12]
  - La multiplicació dels pans i dels peixos també és un relat a considerar.
- c 40 dC. Luci Juni Moderat Columel·la escrigué sobre les "granges" de peixos.[13]
- c80 dC. Ateneu de Nàucratis va tractar, amb certa profunditat, dels noms dels peixos.[14]
  - Hi ha una traducció en francès.[15]
- c 1350. Els llibres del mostassaf de diverses ciutats recollien normes sobre la venda i els preus del peix.

| «                                    | ... Ara hoiats per manament del mostassaf ordenaren los consellers e promens de la ciutat que tot pescater e pescatera e altra persona qui vena peix que lo haura a vendre al pes. E que haura a vendre a tots aquells qui comprar ne vullen als preus que ordinats hi son. sots ban de V sous. ... | » |
| — Libre del mostassaf de Barcelona.. | |   |

- c 1396. Llibre del mostassaf de Mallorca.[16]

| «                                    | ... ítem, que algun venedor o venedora de peix e tota altra persona qui tenga peix per vendre, qui sia més de hora de matines fins a hora de completa, que'l haia haver venut per tot aquell dia, sinó que li sia tallada la coa, e ab la coa tallada, l'endemà se haia a vendre. En lo tallar, emperò, de la coa no sia entès algun peix menut, ans aquell peix menut, l'endemà, no's puixa vendre, si salat no serà. Emperò, si algun peix serà aportat en la ciutat de hora de sol post avant, aquell pusca vendre l'endemà per tot aquell dia. E encara, que algun peix no dega esser banyat, ne li sia posat algun drap banyat dessús. E qui contra farà, pagarà de ban deu sols per cascuna vegada... | » |
| — Llibre del mostassaf de Mallorca . | |   |

- 1416. El Conseller en cap Joan Fiveller va reclamar el vectigal del peix al rei Ferran d'Aragó.[17]
- 1435. Creació dels corredors de peix a Barcelona.[18]
- 1438. Incorporació dels corredors de peix al Llibre del mostassaf de Barcelona.[18]
- c 1450.

| «                                          | Capítol 145. De les viandes que deu donar lo patró als mariners. ...E lo companatge deu esser tal com fe segueix : Ço es formatge o ceba o sardina o altra peix.... | » |
| — Llibre del Consolat de mar. Capítol 145. | |   |

- c 1450. Noms dels peixos al Llibre del mostassaf d'Eivissa.[20][21]

| «                                 | ... Item més. Lo gerret, bogua e gerla e tot peix de xàuega e de bolig, exceptat peix de ventura se vena la lliura de XVIII onzes a rahó de dos diners per lliura en pena de XX sous qui contrafarà... | » |
| — Llibre del mostassaf d'Eivissa. | |   |

- 1654. Obligació de declarar el peix salat a Catalunya.[22]
- 1756. Fundació de La Figuereta (actual Isla Cristina, a Huelva) per pescadors catalans.[23]
- 1790. Els pescadors catalans són majoria a Marsella, amb queixes dels pescadors locals.[24][25][26]
- 1791. Antoni Sañez Reguart fou autor del «Diccionario histórico de los artes de la pesca nacional», publicat en cinc volums amb 346 làmines.
  - Volum 1.[27]
  - Volum 2.[28]
  - Volum 3.[29]
  - Volum 4.[30]
  - Volum 5.[31]
- 1815. La fabricació d'hams a Marsella fou introduïda per un català. El seu fill, Josep Sala, en fabricava 28.000 al dia.[32]